# Gornji Banjani
Gornji Banjani (cyr. Горњи Бањани) – wieś w Serbii, w okręgu morawickim, w gminie Gornji Milanovac. W 2011 roku liczyła 183 mieszkańców.